# Eliahu Erlich

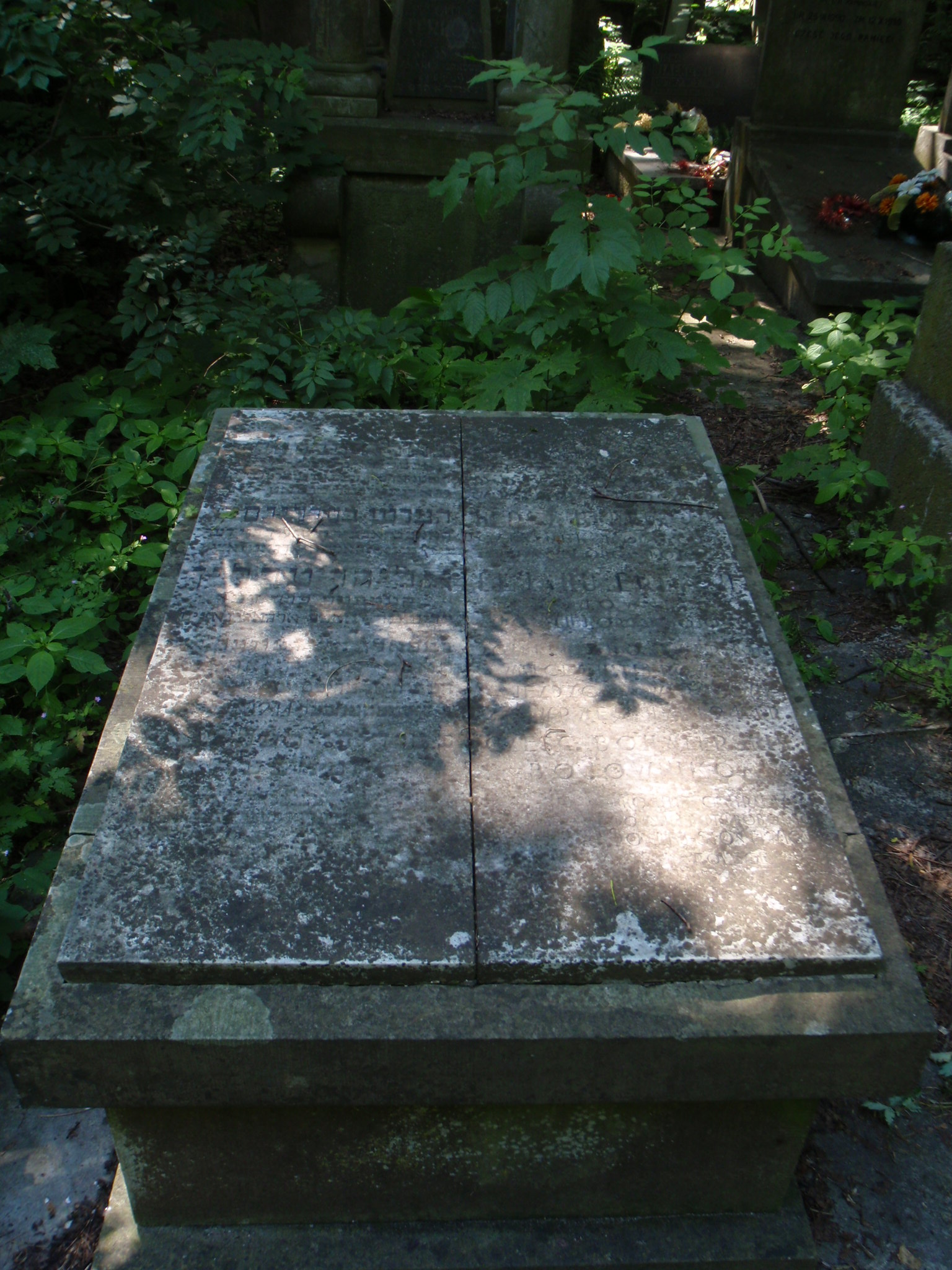
Grób Eliahu Erlicha, Hersza Berlińskiego i Poli Elster na cmentarzu żydowskim w Warszawie

Eliahu Erlich, także Ehrlich, ps. „Elek” (zm. 27 września 1944 w Warszawie) – żydowski działacz ruchu oporu podczas II wojny światowej, działacz Poalej Syjon-Lewicy i członek Żydowskiej Organizacji Bojowej. 
Uczestnik powstania w getcie warszawskim, ukrywał się wówczas w bunkrze razem z Herszem Wasserem, Herszem Berlińskim i Polą Elster. Po stłumieniu powstania uciekł kanałami z terenu getta i przyłączył się do oddziału partyzanckiego w Lesie Wyszkowskim. Brał udział w powstaniu warszawskim, podczas którego zginął w walkach na Żoliborzu.
Pochowany w alei głównej cmentarza żydowskiego przy ulicy Okopowej w Warszawie (kwatera 39).
W 1948 został pośmiertnie odznaczony Srebrnym Medalem „Zasłużonym na Polu Chwały”.